# خربة اللاثيين
خربة اللاثيين هي خربة في الضفة الغربية تقع على بعد حوالي 300 متر شمال مستوطنة جفعات زئيف الإسرائيلية، شمال غرب القدس، على تلة ترتفع 760 مترًا فوق مستوى سطح البحر وتغطي مساحة تبلغ حوالي أربعة دونمات.

## النتائج الموجودة في الموقع
كشفت المسوحات الأثرية التي أجريت في الموقع خلال فترة الانتداب عن نتائج تعود إلى فترة الهيكل الثاني. وفي يونيو 1995 أجريت حفريات في الموقع وتم العثور على بقايا كنيسة ومحطة طريق وأرضية فسيفساء ومعصرة زيت يعود تاريخها إلى بداية القرن الخامس الميلادي.

## تحديد الموقع
منذ بداية القرن العشرين، أصبح موقع الخديوي تم التعرف على اللاثيين مع محطة الطريق المذكورة على خريطة مادبا باسم إلى إيناتون (حرفيًا: "التاسعة"). ويرجع ذلك إلى الحفاظ على اسم الآثار، ونتيجة لنتائج محطة الطريق في الموقع، ونتيجة لموقع الموقع حول المعلم التاسع على الطريق الروماني بين القدس واللد، عبر بيثورون.
وبحسب رأي الأقلية فإن موقع الميل التاسع المذكور في خريطة مادبا يشير إلى الطريق الروماني الثاني الذي كان يربط القدس باللد، والذي كان يمر عبر موتزا ( مستوطنة عاموسا الرومانية)، عبر أبو غوش وعماوس اليوم.